# Linsingen (Adelsgeschlecht)

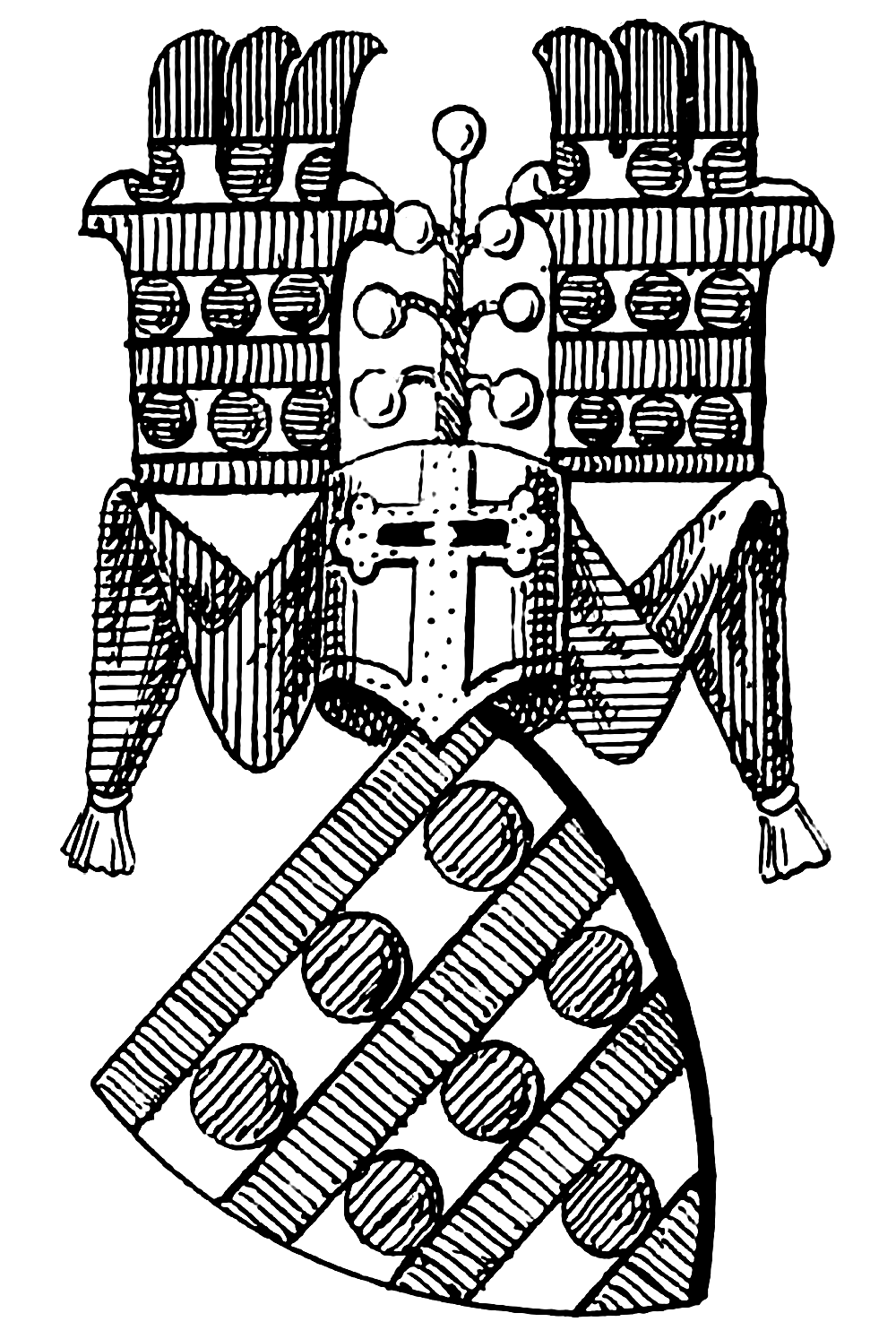
Stammwappen derer von Linsingen in Siebmachers Wappenbuch von 1870

Linsingen ist der Name eines deutschen Uradelsgeschlecht edelfreier Herkunft mit den Stammburgen Linsingen und Jesberg im heutigen Schwalm-Eder-Kreis in Nordhessen.
Der erste Vertreter des Geschlechts erscheint 1170/77 als Burgmann des Grafen von Ziegenhain auf der Burg Schönstein. Die lückenlose Stammreihe beginnt 1230 mit dominus Ludowicus de Linsingen, miles, der von 1230 bis 1265 urkundlich erwähnt wird. Von der hessischen Stammlinie, die 1721 ausstarb, wurde 1466 der kurpfälzische Statthalter Friedrich von Linsingen (urkdl. bis 1490) führender Amtsträger des kurmainzischen Vicedominats Rusteberg im Eichsfeld; er legte mit seinem Lehns- und Allodialbesitz die Grundlagen für die sich ab Mitte des 16. Jahrhunderts bildenden drei eichsfeldischen Linien des Geschlechtes: (I.) zu Birkenfelde und Uder, (II.) zu Rengelrode und (III.) zu Burgwalde. Zweige des Geschlechts waren im Thüringischen, Hannoverschen, Schwarzburgischen, Limburgischen und in Pommern landsässig. Aus den eichsfeldischen Linien verzweigten sich Nebenlinien nach Holland, England, Frankreich, Südafrika und Brasilien. Das Uradelsgeschlecht von Linsingen war ritter-, stifts- und turniermäßig und gehörte zur Althessischen Ritterschaft, zur Mittelrheinischen Reichsritterschaft der Burggrafschaft Friedberg, sowie zur Ritterschaft des Eichsfeldes und zur Ritterschaft Calenberg-Grubenhagen. Das Geschlecht blüht heute noch in Deutschland und in Brasilien.

## Grundherrschaft und Burg Linsingen
In der Ebene zwischen der Schwalm und dem Knüllgebirge liegt 9 km nördlich von Ziegenhain der Stammsitz des Geschlechts, der Ort Linsingen, seit der Gemeindereform in Hessen von 1971 Ortsteil von Frielendorf im Schwalm-Eder-Kreis. Diese ehemalige Grundherrschaft der Edelherren zu Linsingen, „nobilium a Linsingen“, wird erstmals in einer Urkunde von 1241 genannt. Zentrum dieser Grundherrschaft war eine schon im 12. Jahrhundert aufgegebene Burg, von der keine Baureste mehr sichtbar erhalten sind. Die Burg stand auf einer spornartigen Geländestufe, vermutlich an der Stelle der jetzigen Kirche. Das sumpfige Gelände lässt auf eine Wasserburg schließen. Ob die Burg zerstört wurde, unterging oder verfiel, ist nicht bekannt.
Der grundherrliche Allodial- und Lehensbesitz der Herren von Linsingen in Hessen umfasste mit unterschiedlicher Zeitdauer und unterschiedlichen Anteilen: Edelsitze (z. B. Espe), Dorfanteile (z. B. Bernigerode, Ellnrode), Streubesitz (zu Operterode, Großenenglis, Brünchenhain, Vockenrode, Gemünden an der Wohra, Zwesten) und Lehen (an Wolmersdorf, Brommershausen, Richerode, Hundshausen, Niederhainer Lehne, Lembach, Freudenthal, Gungelshausen, Schlierbach). Der Linsinger Wald, der noch 1466 zu den größeren Waldungen Hessens gezählt wurde, war reich an Wild und wurde von den Landgrafen von Hessen sehr begehrt. Nach etlichen Widerständen der Linsingen gegen die Kaufabsicht der Landgrafen willigten sie ein und verkauften 1358 den Linsinger Wald und das Hohe Jagdrecht an den Landgrafen von Hessen.
Die hessische Stammlinie hatte Lehnsverhältnisse mit den Landgrafen von Thüringen und Hessen, den Grafen von Ziegenhain, den Erzbischöfen von Mainz, dem Kloster Haina, den Grafen von Schaumburg, dem Chorherrenstift St. Peter zu Fritzlar und den Reichsabteien Hersfeld und Fulda.

## Name
Der Name des adeligen Grundherrn lautete vermutlich „Linus“ (nach dem Hl. Linus, dem Nachfolger des Hl. Petrus und 1. Papst). Seine Nachfahren nannten ihren Stammsitz „Linsingen“, indem sie dem Namen Linus – in der verkürzten Form „Lins“ – die Nachsilbe „-ing“ bzw. „ingen“ anfügten. Dieses Suffix bezeichnete die Abstammung und machte deutlich, dass sie die Nachfahren und Herren der Grundherrschaft waren. Ortsnamen mit der Endung „–ing“ oder „–ingen“ haben ihren Ursprung in der Zeitspanne vom 6. bis 9. Jh. und reihen sich in die agilolfingisch-karolingischen Ortsnamensgruppen ein, wie sie im Herzogtum Baiern (der Agilolfinger) zu finden sind (Aying, Freising usw.) oder auch im Namen von Herzog- und Fürstentümern in Verbindung mit dem Vornamen (Lothar, Sigmar) vorkommen, so Lothringen oder Sigmaringen.
Etymologisch kann aber auch der Namensbestandteil „Lins“ Sumpf bedeuten, da das Zentrum der Grundherrschaft, die Burg, im Wiesengrund mit Galeriewaldung lag.

## Weiterer Burgenbesitz

### Burg Lenswideshusen
Im Dreieck des Zusammenflusses von Gilsa und Treis, etwa 25 km von Linsingen entfernt, hatten die Herren von Linsingen noch im 12. Jahrhundert eine befestigte Turmburg inne. Etymologisch lassen sich die Namensbestandteile „lens“ und „wides“ als Sumpf oder Weide und Gehölz oder Wald (wida) deuten. Mit diesem Namen wird die Turmburg in der Urkunde über die steinerne Burg Jesberg als deren Vorläuferburg genannt. Das Dorf trug bis ins 16. Jahrhundert den Namen Lenswideshusen. Der siedlungsgeschichtlichen Namensform „–h(a)usen“ folgend wäre der Bau im 10./11. Jahrhundert zu vermuten, denn burgengeschichtlich wurden im 9. und 10. Jahrhundert in den Ebenen Turmburgen gebaut, die von Wassergräben umgeben waren.

### Burg Jesberg

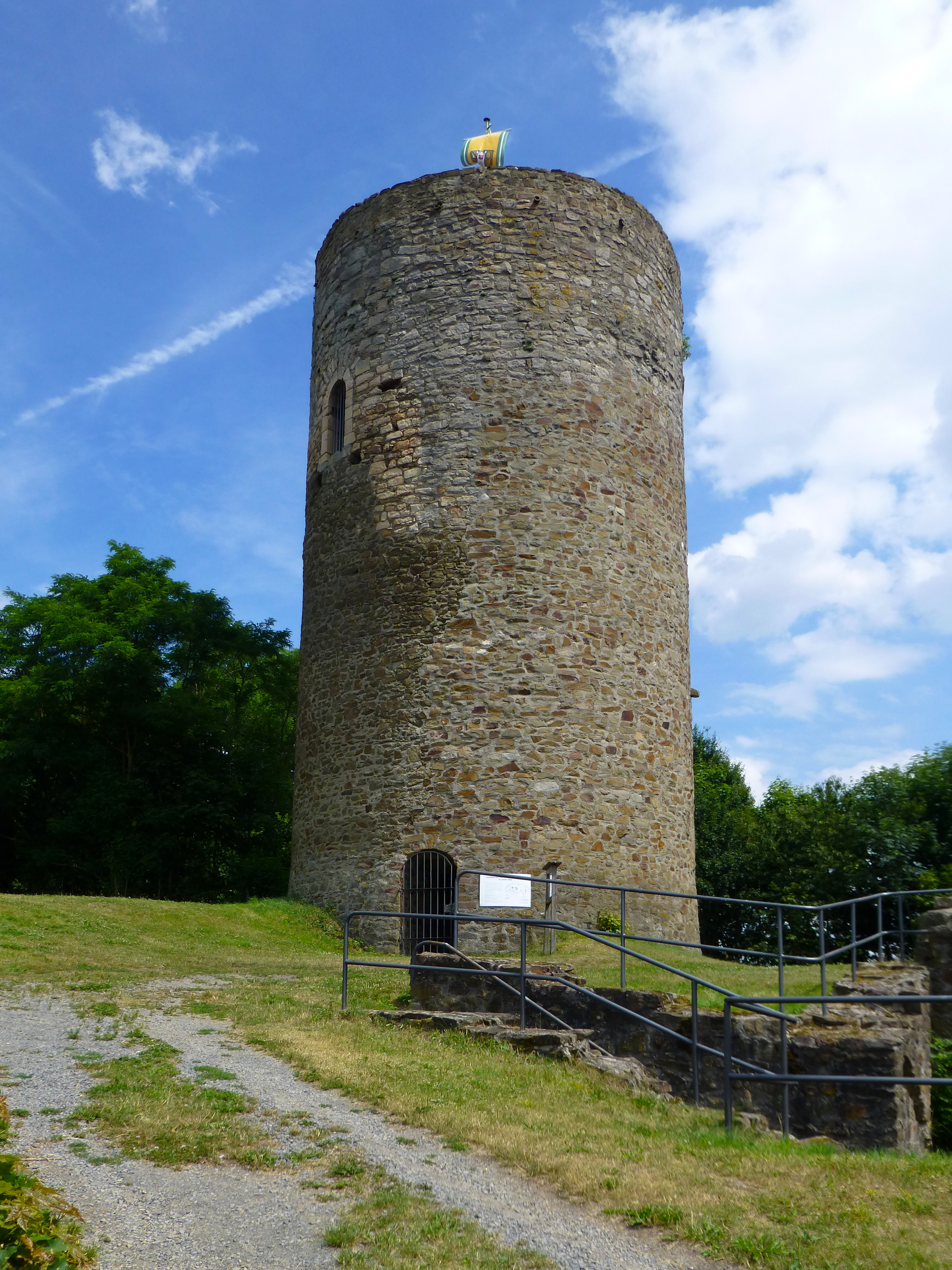
Burg Jesberg

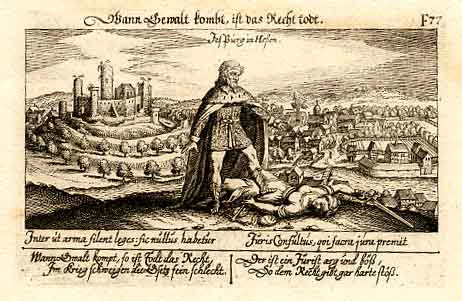
Burg Jesberg 1623

Um das Jahr 1200 erbauten die Linsingen die romanische Burganlage Jesberg, bis heute auch „der Linsing“ genannt, auf dem 235 m über NHN hohen Berg, der auch Jagdsberg oder jäher Berg hieß. Laut der Urkunde vom 2. April 1241 wurde die Burg auf eigenem Grund und Boden gebaut, war also keine Lehnsburg, sondern (allodiale) Eigentumsburg. Sie wurde der zweite Stammsitz der Linsingen in Hessen. Sie beherrschte das Tal von der Gilserberger Höhe bis in den Löwensteiner Grund, an der alten Fritzlarer Straße gelegen, einer der ältesten Handelsstraßen Hessens, die die Wetterau mit dem Raum Fritzlar/Gudensberg verbindet, dem Weg von Oberhessen nach Niederhessen. Mit dieser Lage war die Jesburg im 13. Jahrhundert für Kurmainz strategisch wichtig zum Schutz der Verbindung zum Archidiakonat Fritzlar und als Wehrburg gegen die Landgrafen von Hessen. Deshalb kaufte Erzbischof Siegfried III. 1241 die Burg von den Brüdern Ludwig und Wortwin von Linsingen und ließ sie zu einem Hauptstützpunkt gegen die Landgrafen ausbauen. Aber entweder war der Kaufvertrag unwirksam oder es hatte in der Abwicklung des Kaufpreises Probleme gegeben, denn 1403 schloss Erzbischof Johann II. mit Dietrich und Lotz von Linsingen einen Vergleich, worin er sich zu einer Schuld von 1.000 Gulden bekannte und ihnen den halben Teil der Burg verpfändete. Die andere Hälfte wurde von hessischer Seite als Linsingensches Eigentum angesehen. In den Kämpfen um die Burg im 14. und 15. Jahrhundert wurde sie mehrfach zerstört, wieder aufgebaut, fiel dann an den Landgrafen von Hessen, der wiederum mit den Linsingen 1586 einen Vergleich schloss. Im 16. Jahrhundert hatte die Burg ihre Bedeutung als Grenzfeste verloren, sie wurde nicht mehr bewohnt und dem Verfall überlassen. Von 1982 bis 1987 wurde die erhaltene Bausubstanz der stattlichen Burgruine saniert, der Bergfried mit einer Wendeltreppe begehbar und mit einer Aussichtsplattform ergänzt. Die Burg ist heute mit ihrem hohen Bergfried das Wahrzeichen von Jesberg.

#### Burg Schönstein

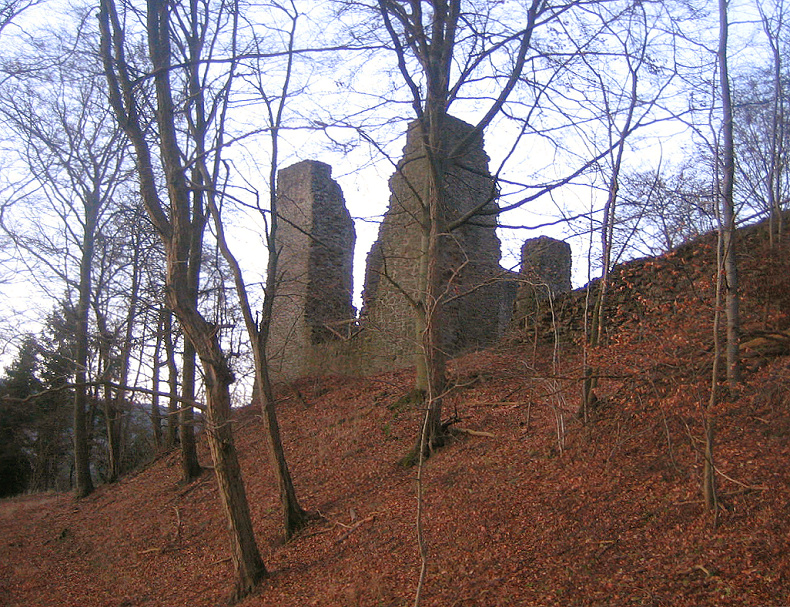
Burgruine Schönstein

Die Burg Schönstein, 15 km nördlich von Ziegenhain, wurde 1368 mit Dörfern (Schönau, Monscheid, Treisbach, Sachsenhausen, beiden Winterscheid und Lichtenscheid) und Gericht und mit Einkünften von Gilserberg von Graf Gottfried von Ziegenhain für 900 Schillinge und 300 kleine Golddukaten an Gottfried von Linsingen und Hans und Helwig von Gilsa verpfändet, denen erlaubt wurde, die Burg zu verstärken. 1380 übertrugen die Herren von Linsingen ihren Anteil an die Herren von Gilsa.

#### Burg und Stadt Rosenthal sowie andere Lehen
Ludwig und Dietrich von Linsingen waren ab 1385 mainzische Pfandinhaber der Burg Rosenthal und der Stadt Rosenthal in Hessen und 1445 Erben der Burgen und fuldischen Lehen Buchenau und Werdau.

## Standeserhöhungen
Mitglieder des Adelsgeschlechts von Linsingen erhielten für sich und ihre Nachkommen folgende Standeserhöhungen und Bestätigungen:
- Wien, 7. März 1684, Reichsfreiherrenstand mit „Wohlgeboren“ für Johann Friedrich von Linsingen auf Jesberg, Kaiserlicher Reichshofrat[22]
- Kurmainzische Bestätigung des Freiherrnstandes Mainz 1769 für die Freiherren von Linsingen eichsfeldischer Linie.[23]
- Wien, 4. Dezember 1783, Reichsfreiherrnstand als „Reichs Panner Freyherren“ mit „Wohlgeboren“ und Wappenbesserung für die Brüder Adolph Ernst von Linsingen, auf Agnesdorf, Münchhof, Hessenau, Burgwalde, Tilleda und Sittendorf, Kurmainzer Wirklicher Kammerherr, und August Christian Wilhelm von Linsingen, auf Tilleda, sachsen-gothaischer Oberstleutnant in niederländischen Diensten.[24]
- Königlich westphälische Bestätigung des Freiherrnstandes (mit Baron) Kassel 2. Februar u. 2. April 1813 für die Brüder: Friedrich Wilhelm Alexander Freiherr von Linsingen, Kgl. westphäl. Legationssekretär zu Paris, und Ernst August Adolph Freiherr von Linsingen, Kgl. westphäl. Staatsratsauditor.[25]
- Königlich preußischer Grafenstand mit „Hochgeboren“ Berlin 17. Januar 1816 für Carl Freiherr von Linsingen, auf Birkenfelde, kgl. großbrit. Generalleutnant, königlich hannoverscher General der Kavallerie und Generalinspektor der Kavallerie, Kgl. hannov. Anerkennung des Grafenstandes London, Carlton House, 14. März 1816 für denselben; engl. pers. Ritterstand als Knight Commander of the Order of the Bath, London 12. April 1815 für denselben als Charles Baron Linsingen, Kgl. großbrit. GenLt.[26]
- Königlich engl. pers. Ritterstand als Knight Companion of the Order of the Bath, London 22. Juni 1815 für Christian Wilhelm Freiherr von Linsingen, auf Burgwalde, als William Baron Linsingen, Kgl. großbrit. GenLt.[27]
- Englische Naturalization London 8. Mai 1818 für William Frederic Linsingen, Count Linsingen of Linsingen (of the Kingdom of Prussia), Baron Linsingen (in the Kingdom of Hanover), Kgl. großbrit. Oberstlt.[28]
- Königlich sächsischer Adelsstand Dresden 12. Mai 1847 für die Stief- und Adoptivtochter Agnes Gilli des Arwied Ludwig Freiherrn von Linsingen, Erbherr auf Viatrow, und dessen Frau Ida, geb. Freiin von Goldstein-Berge, gesch. Gilli.[29]
- Adelsnaturalisation im II. Kaiserreich in Frankreich Paris, 28. Nov. 1862, als Baron de Linsingen für Arwied Freiherrn von Linsingen und seine Gemahlin Ida Freifrau von Linsingen als Baronne de Linsingen und Aufnahme des Adelsgeschlechts Linsingen in den Dictionnaire de la Noblesse Française.[30]

## Überblick über die Geschichte des Geschlechtes in Hessen und im Eichsfeld

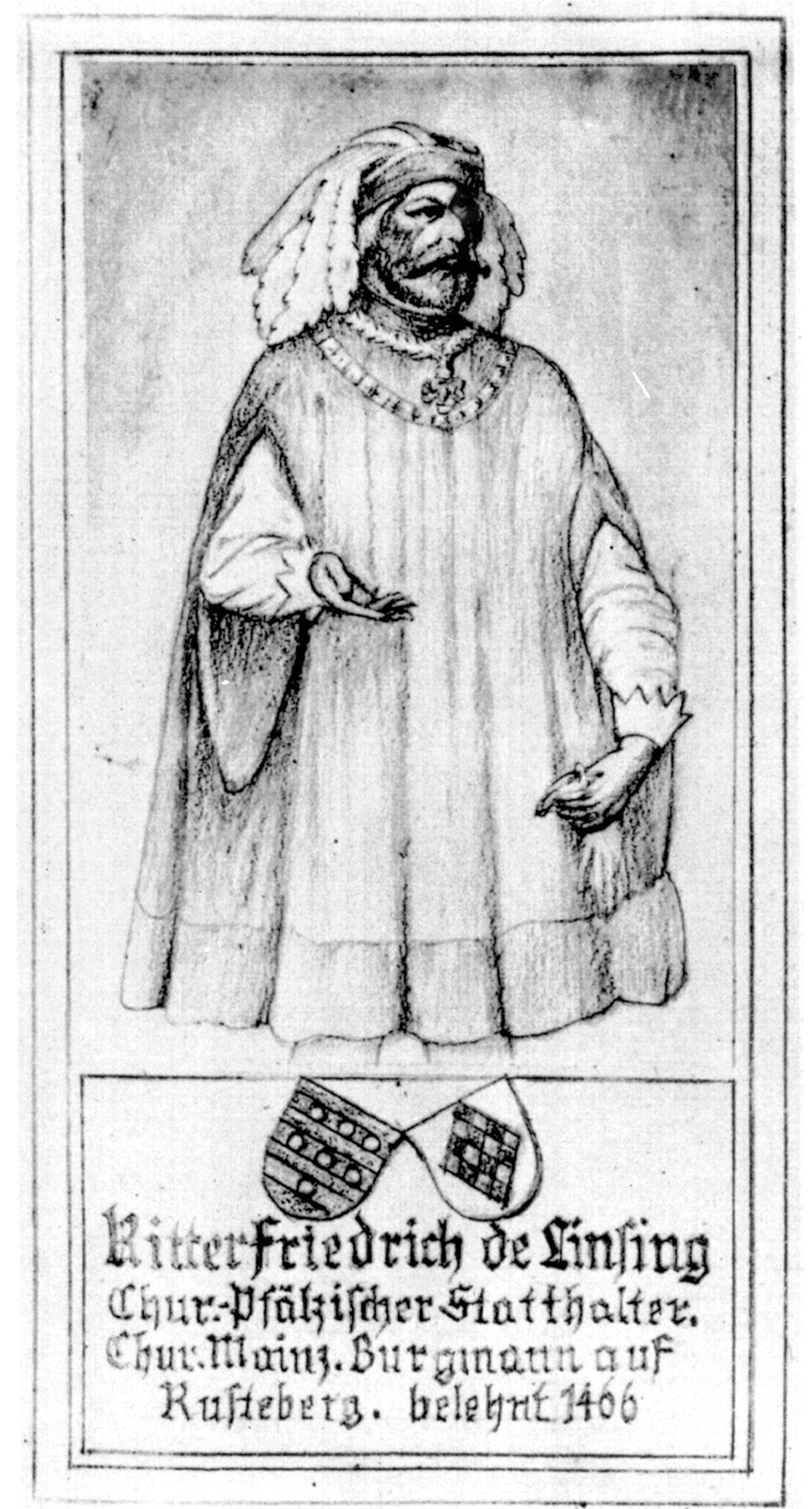
Ritter Friedrich de Linsing, Chur-Pfälzischer Statthalter, Chur. Mainz. Burgmann auf Rusteberg, belehnt 1466

Die Herkunft des Adelsgeschlechtes von Linsingen liegt im Dunkeln. Das Geschlecht erscheint erstmals 1170/77 in Hessen mit dem Ziegenhainer Burgmann Godebracht de Linzingen. Die lückenlose Stammreihe des edelfreien Uradelsgeschlechts beginnt mit „dominus“ und „miles“ Ludowicus de Linsingen, der urkundlich von 1230 bis 1265 auftritt. 1232 wird er als weltlicher Zeuge über die Wunderwerke am Grab der Hl. Elisabeth, Landgräfin von Thüringen und Tochter des Königs Andreas II. von Ungarn, in der Untersuchung genannt, die Papst Gregor IX. zur Begründung ihrer Heiligsprechung veranlasst hatte. Ludwigs Sohn Dietrich („Theodericus filii domini Ludowici de Linsingen“), zwischen 1253 und 1264 in 11 Urkunden auftretend, war Truchsess der Grafen von Ziegenhain, verheiratet mit Hedwig von Falkenberg aus dem edelfreien Geschlecht der Herren von Hebel des Zweiges Falkenberg.
Gleichzeitig erscheinen urkundlich Ludwigs vier Brüder: dominus (W)Ortwinus de Linsingen in sieben Urkunden zwischen 1241 und 1259 als Miteigentümer der Burg Jesberg, als Mitinhaber der Vogtei Battenhausen und des Allodialbesitzes Asphe (Esphe) sowie mit Schenkungen an das Zisterzienserkloster Haina. Der zweite Bruder dominus Wigandus de Linsingen, Prior des Klosters Haina, wird in mehr als 15 Urkunden von 1231 bis 1263 genannt. Zwischen 1231 und 1248 werden der dritte Bruder Bruno als Mönch des Klosters Haina und der vierte Bruder Humbold als Konverse (Laienbruder) des Klosters Haina urkundlich erwähnt. Zur gleichen Zeit tritt ein weiteres Familienmitglied mit dem familienüblichen Vornamen Ludwig auf, Ludowicus de Linsingen, urkdl. zwischen 1238 und 1268, der mit Konrad von Elben und Wittekind von Holzheim zu den drei führenden Amtsträgern der Landgrafen von Thüringen in Hessen gehörte. Sein Siegel von 1263 zeigt einen linksgewendeten wachsenden steigenden Löwen, der eine dreizackige Laubkrone trägt. Der Löwe weist mit großer Wahrscheinlichkeit auf ein Lehensverhältnis zu den Landgrafen hin. Von Ludowicus urkundlich genannten vier Söhnen Arnold, Volpert, Wigand und Ludwig war der Letztgenannte Truchsess der Grafen von Ziegenhain von 1271 bis 1273.

### Hessische Stammlinie
Die mittelalterliche Geschichte des Geschlechts ist eng verbunden mit den Landgrafen von Thüringen und Hessen und mit dem Erzbistum Mainz, das seine politische und geistliche Herrschaft auch über weite Teile des ursprünglich thüringischen Eichsfeldes ausübte.
Die hessische Stammlinie zu Linsingen und Jesberg teilte sich im 14. Jahrhundert in zwei Linien, die ältere Jesberg-Marburger Linie und die jüngere Jesberg-Marburger Linie. Die jüngere Linie starb mit Dietrich von Linsingen 1623 aus. Ihr Besitz fiel in Gänze an die ältere Jesberg-Marburger Linie. Aus dieser älteren Linie waren drei hessische Hofmeister hervorgegangen, Regierungs- und Kammerräte, Amtmänner, kaiserliche Offiziere und Domherren. Vorletztes Mitglied dieser Linie war Johann Friedrich von Linsingen (1646–1696), kurmainzischer Geheimrat, dann Kaiserlicher Reichshofrat in Wien (von 1684 bis 1696), der 1684 in den Reichsfreiherrenstand erhoben wurde. Er hatte den Besitz der jüngeren Jesberg-Marburger Linie geerbt, der mit seinem Tod an Ludwig Eitel von Linsingen fiel, den letzten Linsingen der älteren Jesberg-Marburger Linie.
Ludwig Eitel von Linsingen (* 1655), war 1689 Sachsen-Gothaischer Hofrat und von 1697 bis zu seinem Tod 1721 Obervorsteher der Adelsstifter in Hessen. 1718 wurde er in der Reichsburg Friedberg der Reichsritterschaft des rheinischen Ritterkreises, Kanton Mittelrheinstrom, mit 32 uradeligen Ahnen aufgeschworen und in die Burgmannschaft der Burggrafschaft aufgenommen. Als er ohne Nachfahren starb, fiel der gesamte Linsingensche Lehensbesitz an den Landgrafen von Hessen. Sein Allodialvermögen hatte er für den Fall der Wiederheirat seiner Witwe (die in 2. Ehe Otto Heinrich von Adelebsen heiratete) testamentarisch den Adeligen Stiftern in Hessen vermacht. Doch die Obervorsteher der Adelsstifter verzichteten einige Jahre nach seinem Tod auf das Erbe zugunsten des Königs von Schweden, des Landgrafen Friedrich I. von Hessen-Kassel, der die schwedische Thronerbin geheiratet hatte und 1720 zum König von Schweden gekrönt wurde. Das durch die Kriegszüge seines Schwiegervaters, König Karl VII., arm gewordene Schweden konnte Friedrich keine ausreichenden Mittel zur Verfügung stellen, so dass er von Hessen-Kassel unterstützt wurde.

### Eichsfeldische Stammlinie

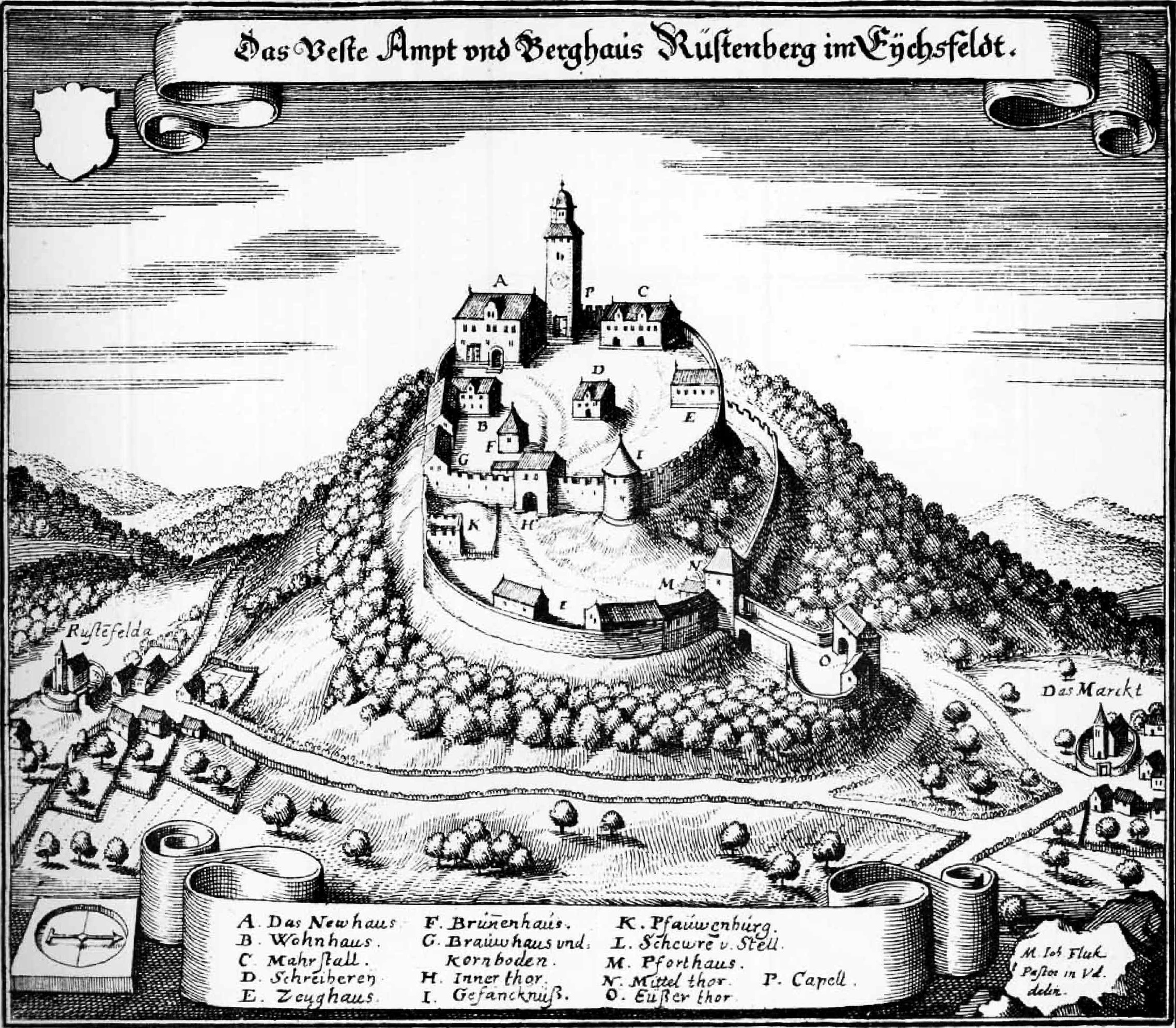
Burg Rusteberg

Die eichsfeldische Stammlinie wurde 1466 von Friedrich von Linsingen (geb. um 1430, urkdl. bis 1490) begründet. Er war der Sohn von Henne von Linsingen zu Jesberg und der Elisabeth von Falkenberg zur Densburg, Miteigentümerin der Burg Densberg. Aus deren Ehe waren drei Söhne hervorgegangen, Friedrich als der Älteste sowie Gottfried und Johann. Gottfried war Rat und Begleiter des Landgrafen Heinrich III. von Hessen, z. B. bei der Einführung des Erzbischofs Ernst von Sachsen in Magdeburg sowie bei der Einnahme der Grafschaft Katzenelnbogen und von 1486 bis 1494 Burggraf von Marburg. Johann wurde Mönch des Benediktinerordens, 45. Domdekan zu Fulda und 23. Propst von St. Peter daselbst.
Friedrich von Linsingen, der vermutlich wie seine Vettern mütterlicherseits in Italien studiert hatte, war zunächst kurpfälzischer Statthalter, Vertreter des Kurfürsten Friedrich des Siegreichen von der Pfalz (1449–1479). Er gehörte zu den höchsten kurpfälzischen Amtsträgern, war ein erfahrener Verwaltungsexperte, Organisator mit Tatkraft und von repräsentativer Ausstrahlung. Erzbischof Adolf II. von Mainz, der für sein Vizedominat Eichsfeld eine starke Persönlichkeit suchte, die die mainzische Territorialpolitik im Eichsfeld gegen die eichsfeldischen Interessen der Landgrafen von Hessen festigen konnte, bot Friedrich von Linsingen das Amt des Vicedomus mit Sitz auf der Burg Rusteberg an, dazu die gesamten Lehen des 1459 ausgestorbenen Geschlechtes von Rengelrode, zu denen weitere Lehngüter hinzukamen, insgesamt Rengelrode, Birkenfelde mit zwei Höfen, Höfe zu Eilrode, Marth und Marsfelde. Obgleich das Amt als Statthalter der Kurpfalz attraktiver war als das Vicedominat des Eichsfeldes, entschied sich Friedrich für das Angebot des Erzbischofs und trat im Herbst 1466 sein Amt auf der Rusteburg an. Seine Ämter in der Kurpfalz, auf dem Eichsfeld und später auch wieder in Hessen als Amtmann auf der Burg Sichelnstein und als Rat des Landgrafen Heinrich III. belegen die weithin unabhängige, standesbestimmte Macht vieler begüterter Adelsgeschlechter, die nur fallweise oder zeitweilig oder auch gleichzeitig in die Dienste eines oder mehrerer Landesherren traten.
Friedrich von Linsingen wurde der Begründer der eichsfeldischen Linien. Damit blühte nach dem Aussterben der hessischen Linie 1721 das Adelsgeschlecht Linsingen im Eichsfeld und danach in anderen deutschen und ausländischen Staaten fort. Der eichsfeldische Besitz wurde von Friedrichs Urenkeln im 16. Jahrhundert in drei Linien aufgeteilt:
1. Linie zu Birkenfelde und Uder (auch Udra genannt) mit Georg Adam (gest. 1592), verm. mit Anna von Keudel zu Schwebda,
2. Linie zu Rengelrode mit Friedrich (gest. 1595), verm. mit Ursula von Boyneburg,
3. Linie zu Birkenfelde Oberhof mit Reinhard (gest. 1598), verm. mit 1. Agnes von Hardenberg, 2. Catarina von Trott zu Solz. Diese Linie verzweigte sich nach Burgwalde, Tilleda und Hessenau.

Der eichsfeldische und weitere Besitz umfasste im Lauf der Zeit insgesamt Güter zu Birkenfelde, Rengelrode, Burgwalde, Hessenau, Gänseteich, Vogelsang, Elbickerode sowie in der Goldenen Aue Sittendorf, Tilleda (ab 1609) und Agnesdorf (durch Heirat der Witwe Henrietta Eleonora Sophia von Worbis kurzzeitig im Besitz) und im gothaischen Münchhof. Die Aufteilung des Gesamtbesitzes um die Mitte des 16. Jahrhunderts in drei Linien und weitere Zweige war ein Wendepunkt der Vermögensverhältnisse. Hatte der Grundbesitz seit Friedrichs Zeiten einen beachtlichen Umfang, so dass er im Eichsfeld zu den großen ritterschaftlichen Besitzungen (mit Gerichtsbarkeit, teils mit Landtagsfähigkeit) rechnete, so kam es in den folgenden Jahrhunderten zu wiederholten Aufteilungen. Dies lag einerseits am Fehlen des Erstgeburtsrechts, das zur Aufteilung des Grundbesitzes führte. Zwar wurde der Grundbesitz durch Zukäufe, Heiraten und durch Verbesserung der landwirtschaftlichen Produktion gehalten oder gar vermehrt, wurde aber andererseits durch Verschuldung, Mitgift ausheiratender erbberechtigte Töchter sowie durch Verkäufe und auch durch kriegerische Verwüstungen vermindert. Teils wurden Fideikommisse gegründet, die aber den Nachteil hatten, nicht verkehrsfähig zu sein, denn sie konnten weder verkauft noch beliehen werden. Durch diese verschiedenen Faktoren reduzierte sich der Linsingensche Grundbesitz im Eichsfeld, so durch Mitgift ausheiratender erbberechtigte Töchter, Landverkäufe von kinderlosen Gutsbesitzern, durch das Interesse für Kapitalneuanlagen in Güter in anderen Fürstentümern, insbesondere im Kurfürstentum Hannover, und durch Erwerb von mehreren Stadtpalais. Der letzte Grundbesitz im Eichsfeld wurde im 19. Jahrhundert verkauft.

#### III. Linie
Aus der Linie zu Birkenfelde, Oberhof und Burgwalde gingen mainzische, sachsen-coburgische, hannoversche und preußische Offiziere, ein Landrat, Hofmeister und Kammerherren sowie zwei anhalt-zerbstische Kanzler hervor. Der kurmainzische Kammerherr Adolph Ernst von Linsingen und sein Bruder Christian Wilhelm wurden am 4. Dezember 1783 von Kaiser Joseph II. in den Reichsfreiherrenstand erhoben. Zu den fünf Generalen aus dieser Linie gehört auch der Königlich großbritannische Generalleutnant (Sir) William Baron Linsingen (1756–1839), Companion des Englischen Bath Ordens, Commandeur des Guelphen Ordens usw., dessen Nachfahren heute in Brasilien leben. In Deutschland ist diese III. Linie im Mannesstamm erloschen.
Ein Zweig ließ sich im 19. Jahrhundert in Frankreich im II. Kaiserreich nieder und wurde in Paris am 28. November 1862 als Baron de Linsingen naturalisiert. Das Geschlecht Linsingen wurde daraufhin in dem Dictionnaire de la Noblesse Francaise aufgenommen. Seit Mitte des 18. Jahrhunderts ist es zudem in den Dictionnaire de la noblesse von François-Alexandre Aubert de La Chenaye-Desbois verzeichnet.

#### II. Linie
Aus der II. Linie zu Rengelrode stammt Johann Philipp von Linsingen (1674–1721), der 1701 in das Hochstift Fulda aufgenommen und 1715 Kapitularherr wurde. Sein Bruder Philipp Caspar von Linsingen (gest. 1738) war Kaiserl. General der Fränkischen Kreis- und Reichstruppen. Beider Schwester Catharina (geb. 1698) wurde Stiftsfräulein zu Duisburg und die Großnichte Johanna Dorothea (1751–1812) wurde Äbtissin des Klosters zu Sterkrade (Oberhausen). Diese Linie erlosch 1830.

#### I. Linie
Die I. Linie zu Birkenfelde und Uder ist die einzige Linie, die heute noch im Mannesstamm in Deutschland blüht. Für diese Linie wurde vom Kurfürsten von Mainz 1769 der Freiherrenstand bestätigt. Seit dem 18. und 19. Jahrhundert gingen zahlreiche Mitglieder dieser Linie in hannoversche Hof-, Staats- und Militärdienste und aufgrund der Personalunion der Könige von Hannover und Großbritannien auch in englische Militärdienste. Diese Linie war eine Kontinuitätsfamilie des Hofadels im Königreich Hannover.
Aus einem Zweig der eichsfeldischen I. Linie traten zwei Brüder in die Dienste des Königreichs Westphalen, das zwischen 1807 und 1813 bestand und zu dem das Eichsfeld gehörte. Friedrich Wilhelm von Linsingen (1786–1861) und sein Bruder Ernst August von Linsingen (1788–1824) waren Kgl. westphälische Staatsratsauditoren, Friedrich Wilhelm auch Legationssekretär in Paris. Da sich der Adel im Königreich Westphalen bestätigen lassen musste, erhielten beide Brüder die Baronatsbestätigung am 2. Februar/2. April 1813. Mit dem Ende des Königreichs im Oktober 1813 war auch das berufliche Ende der Staatsdiener im Königreich Westphalen trotz des umgreifenden Antibonapartismus keineswegs zu befürchten, doch das musste nicht unbedingt zu einem Karriereknick führen, was folgendes Beispiel zeigt: Baron Friedrich Wilhelm von Linsingen wurde 1815 kgl. hannov. Legationsrat in Berlin; 1815 Hofkavalier und 1818 Vorsteher des Hofwesens des Herzogs von Clarence, des späteren Königs Wilhelm IV. von Großbritannien, Irland und Hannover. 1819 erhielt er vom Prinzregenten von England die Oberleitung der Erziehung der Prinzen, späteren Herzöge, Carl und Wilhelm von Braunschweig übertragen; lebte kurze Zeit in Lausanne; war 1823 Geschäftsträger und 1825 Gesandter am Berliner Hof; Kammerherr der Herzogin von Cumberland, 1837 deren Oberhofmeister als Königin Friederike von Hannover, 1851 Oberhofmeister der Königin Marie von Hannover.
Sein Neffe Carl von Linsingen (1822–1872), der Sohn des kgl. westphälischen Staatsrats-Auditors Ernst August von Linsingen (1788–1824) und dessen Gemahlin Auguste Ernestine, geb. Gräfin von Linsingen (1792–1829), wurde Kgl. hannoverscher außerordentlicher Gesandter und bevollmächtigter Minister am Hofe des Kaisers der Franzosen, Napoleon III. Carl von Linsingen hatte 1866 im Auftrag König Georgs V. von Hannover vergeblich versucht, Napoleon III. zur Abwendung der preußischen Annexion des Königreichs Hannover zu bewegen.
Generalleutnant Johann Wilhelm von Linsingen (1724–1795) war Erb-, Lehn- und Gerichtsherr zu Birkenfelde und Uder. Er war schon als Page an den Hof von Hannover geschickt worden, kannte die Gemahlin König Georgs III. von Großbritannien und Hannover, geborene Prinzessin von Mecklenburg-Strelitz, schon aus seiner Jugendzeit und begleitete sie 1761 als Hofkavalier zur Vermählung nach London. Er wurde zu einem Vertrauten des Königspaares und hielt sich oft am Londoner Hof auf. Johann Wilhelm von Linsingen hatte Schloss Söder bei Adenstedt erworben, aber wieder veräußert, und ein Palais in Herrenhausen (Hannover), der Sommerresidenz der Könige von Hannover (mit dem vormaligen Linsingenschen Garten).
Sein Bruder, Carl Christian von Linsingen (1742–1830) trat in die englische Armee ein und wurde britischer Generalleutnant. Er vertrat Adolphus Frederic, Herzog von Cambridge, den Oberbefehlshaber der aus der 1803 aufgelösten hannoverschen Armee gebildeten King’s German Legion, die als einziger deutscher Verband europaweit gegen Napoleon kämpfte. Nach 1815 wurde Carl von Linsingen Hannoverscher General der Kavallerie und Generalinspekteur, 1816 vom König von Preußen wegen seiner Verdienste im Kampf gegen Napoleon in den preußischen Grafenstand erhoben. Er war in England Hon. Knight Commander of The Most Honorable Order of The Bath, mit dem persönlichen Adelsstand und Titel Sir. Sein Sohn, der kgl. großbritann. Oberstleutnant William Frederic, wurde 1818 in England naturalisiert als William Frederic Linsingen, Count Linsingen of Linsingen (of the Kingdom of Prussia) and Baron Linsingen (in the Kingdom of Hanover), act Linsingen von 1818, House of Lords, London.
Der Sohn des Generalleutnants Johann Wilhelm von Linsingen zu Birkenfelde und Uder, Ernest von Linsingen (1775–1853), stand zunächst in englischen Diensten, war Adjutant von Feldmarschall Lord Wellington, wurde 1815 in der englischen Armee zum Oberstleutnant befördert, 1836 in Hannover zum Generalmajor, und 1838 General-Adjutant der Armee. Er schied 1845 mit 70 Jahren als General aus der Armee aus. Er war Träger des Großkreuzes des Guelphen-Ordens.
Die Generalstradition setzte sich im Ersten Weltkrieg mit Generaloberst Alexander Freiherr von Linsingen (1850–1935) fort, der Oberbefehlshaber der Südarmee, der Bugarmee und der Heeresgruppe Linsingen (Zusammenfassung der Bugarmee und der Österr.-Ungar. 4. Armee) war. Er hatte die Offensive des russischen Generals Brussilow gebrochen, Brest-Litowsk und Pinsk eingenommen und 1917/18 Odessa und die Krim besetzt. 1918 wurde er Oberbefehlshaber in den Marken und General-Gouverneur von Berlin, wo er das Ende des deutschen Kaiserreiches miterlebte. Pour le Mérite mit Eichenlaub, Schwarzer Adlerorden, Großkreuz des Roten Adlerordens mit Schwertern, Großkreuz des Österr. Leopoldordens etc. etc. 1938 wurde nach ihm die Linsingen-Kaserne in Hameln benannt.
Sein jüngster Sohn Hans-Carl von Linsingen (1896 – 1968) war bei Ende des Ersten Weltkrieges Oberleutnant und ging als Kaufmann nach Holland. Im Ersten Weltkrieg flog er zeitweise in der Jagdstaffel 11, dem späteren Jagdgeschwader Richthofen, mit Manfred Freiherr von Richthofen. Im Zweiten Weltkrieg trat er freiwillig als Reservist in die Luftwaffe ein, wurde Oberst d. Res. der Luftwaffe, Kommodore eines Geschwaders und zeitweise Berater des rumänischen Generalstabes. Nach Ende des Zweiten Weltkrieges ging er in die Schweiz, war Unternehmensmakler und starb dort 1968.
Aus der I. Linie zu Birkenfelde gingen sieben Generale hervor, Kammerherren, Mitglieder im diplomatischen und Staatsdienst, Juristen, Vorstände von Unternehmen und mittelständische Unternehmer. In den letzten 100 Jahren starben einige Familienmitglieder ohne (männliche) Nachfahren und in beiden Weltkriegen blieben 10 meist junge Linsingen auf den Schlachtfeldern.

## Wappen
Quelle:

Siegel des Ludevicus de Linsingen (1263)

Linsingensche Siegel 1291–1424

Wappen der Grafen v. Linsingen

Wappen der Freiherren v. Linsingen

Wappen der Barone v. Linsingen (englisch mit Mütze)

Das älteste erhaltene Wappensiegel des Geschlechts Linsingen ist das des Ludewicus de Linsingen von
1263, das im Staatsarchiv Marburg ruht. Der Schild ist geteilt: er zeigt oben einen linksgewendeten wachsenden steigenden Löwen, der eine dreizackige Laubkrone trägt, und ist unten geometrisch damasziert. Der Löwe verweist mit großer Wahrscheinlichkeit auf das Lehensverhältnis mit den Landgrafen von Thüringen bzw. Hessen.
Die älteste Version des heute noch geführten Wappens ist in den neunziger Jahren des 13. Jahrhunderts durch Siegelabdrucke belegt. Der Schild trägt zu vier Reihen silber-blauen Wolkenfeh (das Pelzwerk Feh, eine sibirische Unterart des europäischen Eichhörnchens, war im Mittelalter wegen der enormen Beschaffungskosten ein Statussymbol der hohen Geistlichkeit und des weltlichen Adels), wobei die Zahl der silbernen Bauchseiten von oben nach unten je Reihe um eine vermindert wird (4:3:2:1). Im Verlauf des 14. Jahrhunderts entwickelt sich das Linsingensche Wappen weiter. Neben dem Schild zu vier Reihen erscheint ein Schild zu drei Reihen, wobei die silbernen Bauchseiten und die blaugrauen Rückenseiten nun senkrecht übereinander zu stehen kommen (Wolkenpfahlfeh) und die Zahl der silbernen Bauchseiten in der oberen und mittleren Reihe auf drei und in der unteren Reihe auf eine reduziert wird. Im Laufe des 14. Jahrhunderts erscheint ein Wappenschild, der fünffach von Rot und silber-blauen Wolkenfeh geteilt ist, wobei die Zahlenverteilung zu drei Reihen (3:3:1) übernommen wird. Die drei Wappen existierten bis ins ausgehende 14. Jahrhundert nebeneinander. Im 16. Jahrhundert setzt sich die letzte Form des Wappens durch.
Kurz nach 1500 ist anhand von Siegelabdrücken zu erkennen, dass der silber-blaue Wolkenfeh nicht mehr als solcher verstanden wurde, sondern die silbernen Bauchseiten zu Ringen oder Schüsselchen umgedeutet wurden. Die fünffache Teilung von Rot und silber-blauem Wolkenfeh wird zu drei blauen Balken in Rot simplifiziert. Als Helmzier erscheint ein offener Flug, der mit dem Schildbild belegt ist; zwischen den Flügeln ist aus silbernen Schüsselchen sprießend eine Linsenstaude eingestellt. In der 1. Hälfte des 16. Jahrhunderts hat sich ein offener Adlerflug durchgesetzt und mit der Linsenstaude zu einem halbredenden gemacht, obwohl der Familien- und Ortsname des Stammsitzes Linsingen überhaupt nichts mit Linsen zu tun hat.
1783: Im Diplom zur Verleihung des Reichsfreiherrnstandes wandeln sich die Schüsselchen zu silbernen Linsen; außerdem werden zwei widersehende goldene rotbezungte Löwen als Schildhalter eingeführt und das Oberwappen um einen zweiten Helm mit einem wachsenden säbelschwingenden Mohren als Zimier vermehrt. Auf dem Schild aufsitzend die alte Form der Freiherrnkrone mit fünf aufsitzenden Perlen und der Perlenschnur (ÖSTA, AVA, Adel, RAA, Linsingen 1783). Im frühen 19. Jahrhundert kommt der zweite Helm mit dem Mohren in Abgang.
1816: Die Devise „spes, patientia et perseverantia“ (Hoffnung, Geduld und Beharrlichkeit) entstammt der Wappenmehrung und -besserung, die mit der Erhebung eines Zweiges des Geschlechtes in den Grafenstand des Königreichs Preußen 1816 verbunden ist. Dabei wurde auch die Missachtung der heraldischen Regel, dass Farbe nicht an Farbe stoßen soll, welche durch die Umdeutung des silber-blauen Wolkenfehs zu drei blauen Balken belegt mit sieben silbernen Linsen oder Kugeln 3:3:1 entstanden war, dadurch beseitigt, dass die Tingierung der Balken und der Kugeln vertauscht wurde: nun waren es in Rot drei silberne Balken, belegt mit sieben blauen Kugeln 3:3:1. Aus den beiden widersehenden goldenen rotbezungten Löwen als Schildhalter machte man Leoparden (hersehende Löwen). Nach dem Vorbild der englischen Heraldik kam der Helm mit offenem Flug und eingestellter Linsenstaude als Zimier schwebend über dem mit einer neunperligen Grafenkrone versehenen Schild zu stehen.
19. Jahrhundert: Familienmitglieder, die sich im 19. Jahrhundert in Großbritannien niederließen, führten ein Wappensiegel, worin auf dem Schild die Rangkrone eines englischen Baron ruht.
Die heute gebräuchliche Form des Wappens in Deutschland entspricht der des Wappens von 1783 ohne den zweiten Helm mit Mohren und statt der Freiherrnkrone alter Form der mit sieben Perlen besetzten Zacken. Ein Teil der Familie führt dabei den Schild (nach der heraldischen Regel, dass nicht Farbe an Farbe anstoßen darf) wie im gräflichen Wappen in Rot mit silbernen Balken, belegt mit sieben blauen Kugeln 3:3:1.
Kommunalheraldik. Im Verlaufe des 20. Jahrhunderts hat der Wappenschild des Adelsgeschlechtes von Linsingen Eingang in die hessische und thüringische Kommunalheraldik gefunden. In den Gemeinden Jesberg (Schwalm-Eder-Kreis) und Birkenfelde (Verwaltungsgemeinschaft Uder, Kreis Eichsfeld) waren die Linsingen über Jahrhunderte hinweg begütert. Aus historischer Verbundenheit nahmen beide Kommunen das linsingensche Wappen in ihre Kommunalwappen auf. Der Ort Linsingen (Frielendorf-Linsingen, Schwalm-Eder-Kreis) führt traditionell den Linsingenschen Wappenschild.

## Persönlichkeiten
1170 – 1721 (Hessische Linien)
- Ludowicus de Linsingen (urkdl. 1230–1265), Eigentümer der allodialen Burg Jesberg, mit ihm beginnt die lückenlose Stammreihe. (Er wird urkundlich 1241 als Erbauer der Burg bezeichnet, synonym für das Erbauer-Geschlecht von Linsingen, denn die romanische Burganlage wurde bereits vor 1200 errichtet.)
- (W)Ortwinus de Linsingen (urkdl. 1241–1259), Miteigentümer der Burg Jesberg, Inhaber der Vogtei Battenhausen
- Wigandus de Linsingen (urkdl. 1250–1263), Prior des Klosters Haina
- Ludowicus de Linsingen (urkdl. 1238–1268), führender Amtsträger des Landgrafen von Thüringen in der Grafschaft Hessen
- Gottfried von Linsingen (urkdl. bis 1494), Burggraf von Marburg
- Johann von Linsingen (um 1464), 45. Domdekan zu Fulda und 23. Propst von St. Peter zu Fulda
- Cyriacus von Linsingen (gest. 1526), Kurmainzer Oberst, zog mit 5.000 geharnischten Reitern Kaiser Maximilian I. im Kampf um Mailand zu Hilfe
- Johann I. von Linsingen (gest. 1544), Hofmeister Philipps des Großmütigen von Hessen
- Johann II. von Linsingen (gest. 1544), Haushofmeister Landgraf Ludwigs III.
- Johann IV. von Linsingen (1608–1655), Hessen-Darmstädter Hofmeister
- Catharina von Linsingen (um 1620), Äbtissin des Klosters Giesecke
- Philipp Caspar von Linsingen (gest. 1680), kaiserlicher General der Fränkischen Kreis- und Reichstruppen
- Johann Friedrich Reichsfreiherr von Linsingen (1646–1696), kaiserlicher Reichshofrat zu Wien.
- Ludwig Eitel von Linsingen (1655–1721), herzoglich sachsen-coburgischer Hofrat, Vorsteher der Adelsstifter in Hessen

1466 – 18. Jh. (Eichsfeldische Linien)
- Friedrich de Linsingen (urkdl. bis 1490), Kurpfälz. Statthalter, Vicedomus d. Kurmainz. Vicedominats Rusteberg, Begründer der eichsfeldischen Linien
- Hans Albrecht von Linsingen (1645–1718), Kurmainz. Oberst und Chef des Kurmainz. eichsfeldischen Regiments, Oberlandesgerichts-Assessor, Dr. iur., Mitglied der Regierung des Eichsfeldes
- Ernst Friedrich Hartmann von Linsingen (1677–1756), Kurmainzer Oberstleutnant, Kommandant der Festung Starkenberg, Begründer der Holländisch-Limburgischen Linie zu Weert, Herr auf Weert.
- Dietrich Ernst Heinrich von Linsingen (1687–1762), auf Burgwalde, Hessenau und Sittendorf, Fstl. anhalt-zerbst. Geheimer Rat und Kanzler, Diplomat
- Adolph Ernst von Linsingen (1723–1784), auf Agnesdorf, Hessenau, Burgwalde, Tilleda, Sittendorf, kurmainzischer Kammerherr, Familiengenealoge
- Ludwig Carl von Linsingen (Louis Charles Baron de Linsingen) (1731–1805) auf Burgwalde, französischer Oberst der Kavallerie
- Otto Christian Wilhelm von Linsingen (1730–1805), Kurhessischer Generalleutnant
- Johanna Dorothea von Linsingen (1751–1812), Äbtissin des Klosters Sterkrade

18. Jh. – 1866 hannoversche Linien
- Karl Christoph von Linsingen (1703–1787), kurhannoverscher Generalleutnant
- Johann Wilhelm von Linsingen (1724–1795), Herr und Gerichtsherr zu Birkenfelde, Kgl. hannov. Generalleutnant, am Hofe zu London
- Bernhard Thilo von Linsingen (1736–1807), auf Schlossricklingen, hannovischer General
- (Sir Charles) Carl Christian Graf von Linsingen (1742–1830), Kgl. großbrit. Generalleutnant, Chef des engl. 1. Garde-Husaren-Regiments, hannovischer General der Kavallerie
- Friedrich Wilhelm von Linsingen (1748–1813), Obersalinendirektor u. Oberstlt., 1786–1789 Hofmeister der drei Kgl. englischen Prinzen Ernst August, August Friedrich und Adolph Friedrich während ihres Aufenthalts in Deutschland
- (Sir) William Baron Linsingen (1756–1839), Königlich Großbritannischer Generalleutnant, kämpfte gegen Napoleon in Spanien und bei Waterloo.
- Caroline von Linsingen (1768–1815), 1791–1793 Gemahlin des Herzogs von Clarence, späteren Königs Wilhelm IV. von Großbritannien und Irland und von Hannover (nicht quellenbezogen fundiert)
- Ernst von Linsingen (Ernest Baron Linsingen) (1775–1853), Oberstlt. in der engl. Armee, Kgl. hannov. Generaladjutant der Armee
- William Frederic Linsingen (1785–1837), Graf Linsingen von Linsingen (im Königreich Preußen) und Baron Linsingen (im Königreich Hannover)
- Friedrich Wilhelm Alexander von Linsingen (1786–1861), Kgl. westphäl. Legationssekretär. in Paris bis 1813, 1815 Kgl. hannov. Legationsrat., 1823 Geschäftsträger und 1825 Gesandter am Berliner Hof, 1837 Oberhofmeister der Königin Friederike von Hannover, 1851 Oberhofmeister der Königin Marie von Hannover. Generalsrang, Exz.
- Georg Carl Friedrich von Linsingen (1792–1870), hannovischer General
- Bernhard von Linsingen (1805–1883), Herr auf Gestorf III, hannovischer Generalmajor, Chef des Kadettenkorps Hannover.
- Carl von Linsingen (1822–1872), Kgl. hannov. Geh. Legationsrat, außerordentlicher Gesandter und bevollmächtigter Minister des Königs von Hannover am Hofe Sr. Majestät des Kaisers der Franzosen (Napoleon III.)

ab 1866
- Carl August von Linsingen (1803–1899), preußischer Berghauptmann in Clausthal, dessen Uniform mit Säbel sich im dortigen Bergbaumuseum befindet
- Henriette Grace von der Gabelentz-Linsingen, geb. von Linsingen (1813 in England geboren, gest. 1892, Tochter des Kgl. hannov. Generals in engl. Diensten Augustus Baron Linsingen), verheiratet mit Hans Conon von der Gabelentz auf Poschwitz und Lemnitz, Hzgl. sachs altenb. Khr, WGehRat, Minister, Mitglied der Akademie der Künste. Ghzgl. sächs. Namens- und Wappenvereinigung „von der Gabelentz-Linsingen“ Weimar 18. November 1859
- Heimart von Linsingen (1818–1894), preußischer Generalmajor
- Baron William C.F von Linsingen, C.M.G (1822–1880), Kgl. großbrit. Major, Commandant des Keiskamma Districts, Südafrika, 2. Kommandeur der englischen Truppen im Transkei District, Commandant von Fort Linsingen, von den Eingeborenen genannt „Großer Häuptling non zinyana“, Farmer, Begründer der südafrikanischen Linie
- Baron Frederick von Linsingen (1831–1928), Herausgeber der Tageszeitungen „Queenstown Representative“ und „Daily Representative“, Stadtrat von Queenstown, Vorsitzender des Queenstown Club und des Girls High School Committee, Mitbegründer des Swifts Rugby Club, Präsident des Queenstown Cricket Club
- Beatrice von Linsingen (1905–1992), Biologin, Bürgermeisterin von Queenstown, verheiratet mit Professor Dr. Dr. John V.L. Rennie, Präsident der Rhodes-Universität
- Barão Georg Wilhelm von Linsingen (1835–1903), Farmer in Südbrasilien, Begründer der brasilianischen Linie
- Arwied Ludwig von Linsingen (1798–1848), Herr auf Viatrow, Vater des Begründers der französischen Linie zu Paris und Nizza
- Ferdinand Léo Louis von Linsingen (1824–1914), bayerischer Kammerherr, lebte zu Vevey und Paris, Begründer der französischen Linie, naturalisiert 28. November 1861 im 2. Französischen Kaiserreich als „Baron de Linsingen“
- William Frederick Linsingen, Count Linsingen of Linsingen, Baron Linsingen (1785–1837), Kgl. großbrit. Oberstlt., 1818 naturalisiert in England, Begründer der englischen Linie
- Adolphus Frederick Graf von Linsingen (1814–1895), Kammerherr der letzten Königin von Hannover
- Mary Gräfin von Alten-Linsingen, geb. Gräfin von Linsingen (1850–1926), verheiratet mit dem preußischen Kammerherrn Carl von Alten zu Linden, Wettbergen, Ricklingen, preußischer Grafenstand mit Namensvereinigung „Graf von Alten-Linsingen“ (primog.) Berlin 18. Januar 1901
- Alexander von Linsingen (1850–1935), preußischer Generaloberst
- Gustav von Linsingen (1854–1935), preußischer Geheimer Oberjustizrat, Senatspräsident am Kammergericht
- Hugo Magnus von Linsingen (1861–1934), preußischer Generalmajor
- Thilo von Linsingen (1862–1943), preußischer Generalmajor
- Lucy Freifrau von Linsingen (1887–1961), 1926 Gründerin und 1. Präsidentin des Deutschen Damen Automobil Club e. V.(DDAC)
- Margot von Linsingen (1885–1970), Inhaberin der Unternehmensgruppe Heintzmann & Co., Bundesverdienstkreuz 1. Klasse.

## Benennungen von Straßen und anderen Objekten

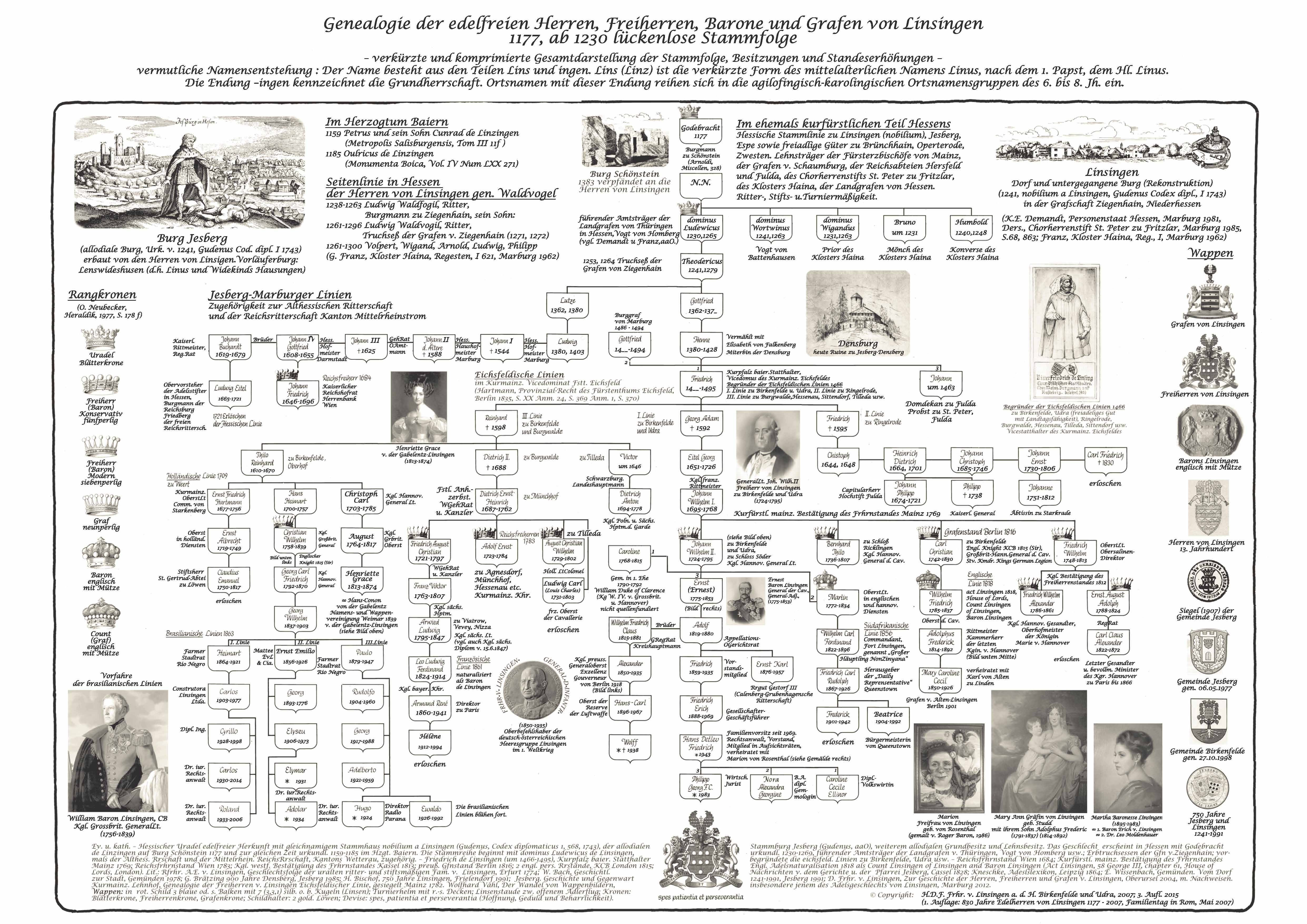
Verkürzte Gesamtdarstellung der Stammfolge, Besitzungen und Standeserhöhungen des Adelsgeschlechts von Linsingen

- Linsingenstraße in Hannover und Linsingenallee ehemals in Stettin, benannt nach Generaloberst Alexander von Linsingen,
- Linsingenstraße in Uelzen, benannt nach Bürgermeister Ernst Otto von Linsingen,
- Von-Linsingen-Straße in Bad Fallingbostel, benannt nach Generalmajor Thilo von Linsingen,
- Linsingenstraße in Oberhausen, benannt nach Margot von Linsingen, Unternehmerin,
- Linsingenstraße in Rio Negro, Paraná, Brasilien, benannt nach Heimart Carlos von Linsingen, Stadtrat, Farmer und Unternehmer
- Linsingenstraße in Mafra, Santa Catarina, Brasilien, benannt nach Emilio Ernesto von Linsingen, Stadtrat, Unternehmer
- Der Linsing, Burg Jesberg in Hessen,
- Linsingensche Garten, ehemals in Herrenhausen (Hannover)
- Fort Linsingen, am Chicala River bei Komga, Nähe East London, Südafrika, benannt nach Captain Baron William C. F. von Linsingen
- Linsingen Kaserne in Hameln, nach dem Zweiten Weltkrieg britische Kaserne mit dem Doppelnamen Gordon Baracks, benannt nach Generaloberst Alexander von Linsingen (mittlerweile aufgelöst).